# COME ON EVERYBODY (ZIGGYの映像作品)
『COME ON EVERYBODY』（カム・オン・エブリバディ）は日本のロックバンド・ZIGGYのライブビデオ。1992年11月5日に徳間ジャパンコミュニケーションズより発売。

## 概要
1992年8月17日に日本武道館で行われた『COME ON EVERYBODY TOUR』の最終公演の模様を収録したライブビデオ。2014年にDVD化され再発売された。
今作には未収録だが、「ONE NIGHT STAND」、「I'M GETTIN' BLUE」、「GLORIA」などの定番曲も演奏された。
このライブを最後に松尾宗仁と大山正篤がバンドを脱退。

## 収録曲
1. OPENING (SWEET MAGIC)
2. Hot girl in black leather
3. ROCK THE NIGHT AWAY
4. 眠らない25時の街で
5. 訪れる夜だけに
6. 午前0時のMERRY-GO-ROUND
7. CRASH! CRASH! CRASH!
8. I CAN'T STOP DANCIN'
9. EASTSIDE WESTSIDE
10. WHISKY, R&R AND WOMEN
11. WASTED YOUTH
12. DON'T STOP BELIEVING
13. のらねこのKUROくん
14. La Vie en Rose
15. LET'S DO IT WITH THE MUSIC